# Kristína (zpěvačka)
Kristína Peláková, známější pod uměleckými jmény Kristína a Kristina (* 20. srpna 1987 Svidník, Československo), je slovenská zpěvačka, která mimo jiné reprezentovala Slovensko na pěvecké soutěži Eurovision Song Contest 2010.

## Kariéra

### Začátky
Kristína Peláková už od malička zpívala, hrála na klavír a tancovala. Vystudovala košickou konzervatoř. Po setkání s producentem Martinem Kavuličem a vydavatelstvím H.o.M.E. production začala aktivně zpívat. První singl „Som tvoja“ vyšel ve spolupráci s raperem Opakem, který je členem její oblíbené bratislavské skupiny A.M.O. na jaře 2007. Roku 2008 přezpívala píseň od Beáty Dubasové „Vráť mi tie hviezdy,“ díky čemuž se na Slovensku dostala do širšího povědomí. Píseň se stala jednou z nejúspěšnějších slovenských skladeb roku 2008.

### … ešte váham
Dne 11. listopadu 2008 vydala své debutové album … ešte váham, které obsahuje 11 kompozic a dva remixy. Na album se nachází také píseň „Som tvoja“, kterou natočila v roce 2006. Na desce se nacházejí jak multimediální stopy, tak i 3 videoklipy k singlům „Som tvoja“, „Vráť mi tie hviezdy 08“ a „Zmrzlina“, ke kterému si přizvala českou zpěvačku Victoriu.

### Eurovision Song Contest 2010
Slovenská zpěvačka se zúčastnila do pěvecké soutěže Eurovision Song Contest 2010 se skladbou „Horehronie“. Autorem textu je Kamil Peteraj. Se skladbou zvítězila v pátém čtvrtfinále s počtem 36,7 % hlasů a také vyhrála první semifinále s počtem 31,2 %. Od poroty obdržela nejvyšší bodové hodnocení, a to 12 bodů. Dne 28. února 2010 se zúčastnila národního finále, kde nakonec získala stejný počet bodů jako druhá Mista se skladbou „Emotions“, ale díky většímu počtu hlasů od diváků zvítězila a reprezentovala Slovensko na mezinárodní soutěži v Norsku, která se konala 25. až 29. května 2010.
V Oslu vystoupila 25. května 2010 v prvním semifinále, kde i přes to, že byla považována za jednu z favoritek, skončila až na 16. místě s 24 body, a proto nepostoupila do finále mezinárodní soutěže.

### Na slnečnej strane světa
V roce 2011 nazpívala oficiální hymnu Mistrovství světa v ledním hokeji 2011 „Life is a game“ s textem a hudbou Martina Kavuliče. Zprávy o připravovaném třetím albu se objevovaly už v polovině roku 2011. Dne 2. února 2012 měl premiéru její nový singl „Ovoňaj ma ako ružu”, který byl předzvěstí nového alba zpěvačky. Pilotní singl z alba pod názvem „Jabĺčko“ vyšel 10. dubna 2012 a umístil se na 13. místě ve slovenském éteru, skladba rotovala i v rádiích v České republice. Album oficiálně vyšlo 25. června 2012 a skládá se z 16 skladeb a třech bonusů v podobě remixů. S nahráváním se započalo v březnu 2011 a poslední úpravy byly dokončeny na konci května 2012. Nahrávání probíhal ve studiu v Košicích a Bratislavě.
Kristína pro server hudba.sk uvedla:
„Album je pro mě výjimečné a plné emocí. Každé píseň má nápad a téma. Dali jsme do každé skladby maximum. A velmi mě těší, že se v albu najdou všechny věkové kategorie.“
Kristína
Třetím promo singlem z alba Na slnečnej strane sveta byla píseň „Viem lebo viem”, která se nese ve stylu reggae. Kompozici znovu otextoval básník a textař Kamil Peteraj, hudbu složil skladatel a producent Martin Kavulič a dvě skladby vytvořil i jeho mladší bratr Marián Kavulič. Zpěvačka experimentuje s mnohými hudebními nástroji, na albu se objevil smyčcový orchestr, klasická i ústní harmonika, živý i elektronický cimbál a buzuki. Křest alba Na slnečnej strane světa se uskutečnil 27. července v pražském Bontonland Megastore a bylo pokřtěno zpěvákem Vašem Patejdlem. Slovenská zpěvačka si na akci převzala také platinovou desku za prodej předcházejícího alba V sieti ťa mám v České republice.

### Tie naj
Deska „Na slnečnej strane sveta” debutovala na 4. místě na seznamu nejprodávanějších alb v České republice. Dne 25. října zpěvačka zahájila turné s titulem Horehronie Tour 2012. Za celý rok odzpívala celkem 107 koncertů v České republice a na Slovensku.
Dne 7. dubna 2013 měla premiéru skladba „Život je vždy fajn”, kterou produkoval oxfordský student a český producent JAY BECK. Dne 28. června byla jako další promo singl z Na slnečnej strane světa vybrána kompozice „Odpúšťam“. Dne 5. srpna byl zveřejněn singl umělce Sqeepo s názvem „Flash”, v němž jako host vystoupila právě Kristína. Píseň byla umístěna na desku Flash – EP, která byla prezentována 5. srpna 2013. Na albu se nachází také akustická verze písně „Flash”.
Dne 26. srpna se uskutěčnila premiéra singlu „Rozchodový Reggaeton”. Videoklip k singlu byl nahrán v České republice a Nizozemsku. Premiéra alba se uskutěčnila 22. října 2013 na stránkách Cas.sk. Po celý rok 2013 odprezentovala 117 koncertů v České republice a na Slovensku.
Dne 5. ledna 2014 rok vydala svůj nový singl s názvem „Letím v duši“ a dne 8. dubna vydala další singl „Obyčajná žena“. Dne 7. září měl premiéru videoklip k singlu „Navždy“, který byl natočen v České republice a na Slovensko. Dne 3. listopadu mělo premiéru kompilační album Tie naj, které obsahovalo její největší hity z jejích prvních třech studiových alb. Album debutovalo na 33. místě v žebříčku bestsellerů v České republice.
V roce 2015 si zahrála po boku Ondřeje Vetchého ve filmu Život je život, ke kterému nazpívala úvodní píseň.

## Diskografie
Hlavní článek: Diskografie Kristíny
- …ešte váham (2008)
- V sieti ťa mám (2010)
- Na slnečnej strane sveta (2012)
- Mať srdce (2017)
- Snívanky (2020)